# Lucien Adolphe Berger
Lucien Adolphe Berger (1907–2000) was een Belgische entomoloog en conservator van de vlinders van het Koninklijk Museum voor Midden-Afrika. Hij is vooral bekend geworden door zijn boek Les Papillons du Zaire uit 1981 over de vlinders van de Democratische Republiek Congo.

## Enkele publicaties
- Berger, L.A., 1951. Un nouvel Aphnaeus du Congo belge. Revue de Zoologie et de Botanique Africaine 45: 55–56.
- Berger, L.A., 1953. Aphnaeus nouveaux du Congo Belge. Lambillionea 52: 68–70.
- Berger, L.A., 1954. Liptena (Tetrarhanis) nouveaux du Congo Belge. (Lepidoptera Lycaenidae). Annales du Musée Royal du Congo Belge. C-Zoologie (4)1: 306–309.
- Berger, L.A., 1955. Un Celaenorrhinus nouveau du Congo Beige (Lepidoptera Hesperiidae). Mem. Soc. ent Belg. 27: 92-95, 10 figs.
- Berger, L.A., 1955. Un cas d'homonymie. Lambillionea 55(11-12): 86–87.
- Berger, L.A., 1962. Lépidoptères Hesperiidae de Guinée et Côte d'Ivoire. Bulletin Institute francais Afrique Noire 24(A)(2): 447-463.
- Berger, L.A., 1966: Note sur quelques lepidoptera-Hesperiidae recoltes au Katanga. Lambillionea 66(7-8): 55–64.
- Berger, L.A., 1973: Notes sur quelques Papilionidae du Musée Royal de l"Afrique Centrale. Lambillionea 72-73(9-10): 69–76.
- Berger, L.A., 1975: Celaenorrhinus nouveaux de l'Afrique noire (Lepidoptera-Hesperiidae). Lambillionea 75(1-2): 13–16.
- Berger, L.A., 1975. Charaxes nouveaux d'Afrique Centrale. Lambillionea 75(bis): 92–95.
- Berger, L.A., 1975. Descriptions preliminaires de Melphina du Zaire (Lepidoptera: Hesperiidae). Lambillionea 74(9-10): 66-69.
- Berger, L.A., 1976. Descriptions preliminaires d'Hesperiidae nouveaux de l"Afrique noire (Lepidoptera-Grypocera). Lambillionea 75 (11-12): 92–96.
- Berger, L.A., 1976. Descriptions preliminaires d'Hesperiidae nouveaux de l"Afrique noire (suite) (Lepidoptera-Grypocera). Lambillionea 76(3-4): 21–24.
- Berger, L.A., 1978. Abantis meneliki n. sp. (Lepidoptera: Hesperiidae). Lambillionea 78(9–10): 67–69.
- Berger, L.A., 1978. Description d'un genre nouveau et de deux espèces nouvelles du complexe Acleros placidus Ploetz (Lep.) Hesperiidae). Lambillionea 78(1-2): 6–15.
- Berger, L.A., 1980. Description d'un nouveau Mylothris Hübner (Lep. Pieridae). Lambillionea 79(9-10): 75–76.
- Berger, L.A., 1981. Les Papillons du Zaire. Weissenbruch, Bruxelles, 543 pp., 213 pls.

- Nationale Bibliotheek van Israël: 987007298477705171
- Nederlandse Thesaurus van Auteursnamen: 071179836
- Système universitaire de documentation: 197656137
- Virtual International Authority File: 306164774
- WorldCat: E39PCjBkDkCYWJ64V4YWq4vVbq